# Центр — Долина Луари
Центр — Долина Луари (фр. Centre-Val de Loire) — регіон на півночі центральної частини Франції. Головне місто Орлеан. Населення 2,48 млн осіб (9-е місце серед регіонів). Регіон було утворено на місці колишніх провінцій Турень, Беррі та Орлеане.

## Географія
Площа території 39 151 км². Регіон містить департаменти Шер, Ер і Луар, Ендр, Ендр і Луара, Луар і Шер і Луаре. Через нього протікають річки Шер, Луара, Луар і Луаре.

## Назва
Малоінформативна і невиразна назва Центр у багатьох мешканців Франції викликала невдоволення, не тільки тому, що не показує географічні та історичні особливості регіону, але й тому що розташовується регіон не в центрі країни. Була пропозиція перейменувати цей регіон на «Долина Луари» (фр. Val de Loire), назва, що асоціюється зі знаменитими за́мками Луари, винами Луари тощо. 15 січня 2015 року було прийняте компромісне рішення й регіон Центр перейменували в регіон Центр-Долина Луари.